# Statolâtrie
La statolâtrie se définit comme étant le culte de l'idée étatique par l'association des termes   latin : status (en français : État) et idolâtrie.

## Sources diverses
Ce terme donne le titre du livre d'Antoine Martinet, Statolâtrie, ou le Communisme légal paru en 1848. L'auteur y soutient que la croyance partagée en l'omnipotence de l’État conduit à l'abandon des libertés et des droits aux mains d'une minorité gouvernante.
Le terme est aussi utilisé dans la littérature relative aux dictatures, notamment celle relative à Mussolini, par exemple dans la Doctrine du fascisme de Giovanni Gentile,.
Le mot statolâtrie apparaît également dans l'encyclique Non abbiamo bisogno de Pie XI, dans laquelle il dénonce le régime de Mussolini : « Or, Nous voici en présence de tout un ensemble d'authentiques affirmations et de faits non moins authentiques, qui mettent hors de doute le propos, déjà exécuté en si grande partie, de monopoliser entièrement la jeunesse, depuis la toute première enfance jusqu'à l'âge adulte, pour le plein et exclusif avantage d'un parti, d'un régime, sur la base d'une idéologie qui, explicitement, se résout en une vraie et propre statolâtrie païenne, en plein conflit tout autant avec les droits naturels de la famille qu'avec les droits surnaturels de l'Église ». Le terme sera utilisé également dans l'interprétation qui suivra cette encylcique qui traite de la relation entre Église catholique romaine et le régime fasciste de Mussolini.
Auparavant, le terme de politiolatrie était utilisé pour décrire la doctrine de la raison d'état durant le XVIIe siècle, avec la même signification.

## La statolâtrie selon Ludwig von Mises
Le terme a également été popularisé et expliqué par Ludwig von Mises dans son premier livre en anglais Omnipotent Government, The Rise of the Total State and Total War (Le gouvernement omnipotent) publié en 1944 par la Yale University Press. La « statolâtrie » est littéralement un culte de l'État analogue à l'idolâtrie, un culte des idoles. Il affirme que la glorification et la grandeur de l'État ou la Nation fait l'objet de toute aspiration humaine légitime au détriment de tout le reste, y compris le bien-être personnel et la libre pensée. L'expansion de la puissance et l'influence de son propre État doit être atteint, si nécessaire, par le biais agressif (guerre et colonialisme) (c.-à-d l'Impérialisme). Il dépasse de loin le patriotisme de ceux qui reconnaissent les droits à l'autodétermination des personnes autres qu'eux-mêmes et pourrait mieux être décrit comme un super-patriotisme ou nationalisme-chauvinisme.

## Source de la traduction
- (en) Cet article est partiellement ou en totalité issu de l’article de Wikipédia en anglais intitulé « Statolatry » (voir la liste des auteurs).